# 548
Năm 548 là một năm trong lịch Julius.

## Mất
- Lý Nam Đế